# Dżabal al-Chajjala
Dżabal al-Chajjala (Jabal al Khayyālah lub Jabal Hayyālah) – góra w Egipcie, na Półwyspie Synaj w muhafazie Synaj Południowy w Parku Narodowym Świętej Katarzyny.
Mierzy około 1207 m n.p.m. Położona jest ok. 70 km na południowy zachód od miejscowości Taba nad Morzem Czerwonym i ok. 45 km na południe od As-Samad.